# Кіякти (Мангистауський район)
Кіякти́ (каз. Қияқты) — село у складі Мангистауського району Мангистауської області Казахстану. Входить до складу Тущикудуцького сільського округу.
Населення — 63 особи (2021; 106 у 2009, 260 у 1999).